# Faringdon
Faringdon è una città di 5 600 abitanti della contea dell'Oxfordshire, in Inghilterra.

## Amministrazione

### Gemellaggi
- Le Mêle-sur-Sarthe, dal 1990 (Francia)